# Parroquia Mariscal Antonio José de Sucre
La parroquia Mariscal Antonio José de Sucre o simplemente Mariscal Antonio José de Sucre es una de las 8 divisiones administrativas (parroquias civiles) en las que se encuentra organizado el Municipio Tucupita del Estado Delta Amacuro, al este del país sudamericano de Venezuela.

## Historia
El territorio fue explorado y colonizado por los españoles y formó parte de la Capitanía General de Venezuela desde 1777. En la Venezuela independiente formó parte del Cantón Piacoa entre 1830 y 1856. Entre 1884 y 1991 formó parte del Territorio Federal Delta Amacuro siendo también parte del Distrito Tucupita  y desde 1992 el sector es una de las parroquias del Estado Delta Amacuro.
La parroquia debe su nombre al militar y político venezolano Antonio José de Sucre, que recibió el título de Gran Mariscal de Ayacucho después de su victoria como Comandante en Jefe en la Batalla de Ayacucho (Actual Perú) luchando contra España.

## Geografía
La región se encuentra al sur de la ciudad de Tucupita, la capital del Estado Delta Amacuro. Tiene una superficie estimada en 7450 hectáreas (equivalentes a 74,5 kilómetros cuadrados) Posee una población de 14.909 habitantes según estimaciones de 2018. Su capital es la localidad de Paloma a orillas del caño Manamo. Limita al norte con la Parroquia Monseñor Argimiro García, al este y al sur con la Parroquia Juan Millán y al oeste con el Estado Monagas. No tiene acceso directo al mar y es una de las parroquias más pequeñas en ese estado.